# モンスター・ホテル クルーズ船の恋は危険がいっぱい?!
『モンスター・ホテル クルーズ船の恋は危険がいっぱい?!』（原題：Hotel Transylvania 3: Summer Vacation）は、2018年のアメリカ合衆国の3Dコンピュータアニメーション映画。監督はゲンディ・タルタコフスキー、声の出演はアダム・サンドラーとセレーナ・ゴメスなど。

## ストーリー
365日働きっぱなしのモンスター・ホテルの支配人ドラキュラ。それを見かねた娘のメイヴィスは、家族旅行を提案。それは、モンスターご用達の豪華客船クルーズだった。妻が亡くなって以来、もう運命の人には出会わないと思っていたドラキュラだが、ミステリアスな船長エリカに出会い、一目惚れ。一方、エリカに不信感を抱くメイヴィスは父の恋を止めようとするのだが……。

## キャスト
| 役名                             | 原語版声優               | 日本語吹替 |
| -------------------------------- | ------------------------ | ---------- |
| ドラキュラ伯爵                   | アダム・サンドラー       | 山寺宏一   |
| メイヴィス                       | セレーナ・ゴメス         | 川島海荷   |
| ジョナサン                       | アンディ・サムバーグ     | 藤森慎吾   |
| エリカ                           | キャスリン・ハーン       | 観月ありさ |
| フランケン・レディ               | タラ・ストロング         | 渡辺早織   |
| クラーケン                       | ジョー・ジョナス         | 粟子真行   |
| エイブラハム・ヴァン・ヘルシング | ジム・ガフィガン         | 玄田哲章   |
| デニス                           | アッシャー・ブリンコフ   | 大谷育江   |
| フランケンシュタイン             | ケヴィン・ジェームズ     | チョー     |
| ウェイン                         | スティーブ・ブシェミ     | 我修院達也 |
| マーレイ                         | キーガン＝マイケル・キー | 三ツ矢雄二 |
| グリフィン                       | デヴィッド・スペード     | 若本規夫   |
| ユーニス                         | フラン・ドレシャー       | 磯辺万沙子 |
| ワンダ                           | モリー・シャノン         | 雨蘭咲木子 |
| ヴラッド                         | メル・ブルックス         | 中博史     |